# Гамкрелидзе, Ираклий Петрович
Ираклий Петрович Гамкрелидзе (груз. ირაკლი პეტროვიჩი გამყრელიძე; род. 8 мая 1933, Тифлис, Грузинская ССР, СССР) — советский и грузинский геолог. Доктор геолого-минералогических наук, профессор, академик Академии наук Грузинской ССР (1984; член-корреспондент с 1983).

## Биография
Родился 5 мая 1933 года в Тбилиси, Грузинской ССР в семье геолога Петра Гамкрелидзе (1903—1979).
С 1951 по 1956 год обучался на горно–геологическом факультете Грузинского государственного политехнического института имени С. М. Кирова.
С 1956 по 1957 год на геологической работе в системе треста по разведке цветных металлов. С 1957 по 1958 год на научной работе в Тбилисском государственном университете в качестве лаборанта. С 1958 по 1975 год на научно-исследовательской работе в Институте геологии АН Грузинской ССР в должностях: младший и старший научный сотрудник, заведующий кафедрой и отделом. С 1969 по 1996 год одновременно с научной занимался и педагогической работой в Грузинском техническом университете в должностях: старший преподаватель, доцент и профессор. 
С 1988 года на научно-исследовательской работе в Академии наук Грузинской ССР (с 1991 года — Национальная академия наук Грузии) в качестве академика-секретаря и заведующего кафедрой наук о Земле.

### Научно-педагогическая деятельность и вклад в науку
Основная научно-педагогическая деятельность И. П. Гамкрелидзе была связана с вопросами в области общих проблем тектогенеза, геотектоники, сейсмотектоники и региональной географии. С 1976 по 1990 год — член межведомственного Тектонического комитета СССР. С 1976 года являлся членом Международной типичной ассоциации планетологии в составе Калифорнийского университета, с 1986 по 1999 год являлся — членом Комиссии по геологической карте Мира в Париже. С 1996 года являлся — президентом Геологического общества Грузии.
В 1963 году защитил кандидатскую диссертацию по теме: «Строение северного крыла Рачинско-Лечхумской синклинали», в 1974 году защитил докторскую диссертацию по теме: «Тектоническая структура, механизм формирования и тектогенеза, некоторые общие проблемы», в 1984 году ему присвоено учёное звание профессор. В 1983 году был избран член-корреспондентом, в 1984 году действительным членом Академии наук Грузинской ССР. И. П. Гамкрелидзе являлся членом главного научного совета «Грузинской энциклопедии». В 1984 году был удостоен серебряной медали на XXVII Международном геологическом конгрессе.

## Семья
Сын — грузинский политик Давид Ираклиевич Гамкрелидзе (род. 1964)

## Награды
- Национальная премия Грузии (2018)[4].
- Премия А. А. Твальчрелидзе НАН Грузии (2008)
- Премия А. А. Джанелидзе АН Грузинской ССР (1986)[2][3]

## Основные труды
- Строение северного крыла Рачинско-Лечхумской синклинали. - Тбилиси, 1963. - 281 с.
- Механизм формирования тектонических структур (на примере Аджаро-Триалетской зоны) и некоторые общие проблемы тектогенеза. - Тбилиси, 1974. - 329 с.
- Тектонические покровы Южного склона Большого Кавказа: (В пределах Грузии). - Тбилиси : Мецниереба, 1977. - 81 с.,
- Механизм формирования тектонических структур (на примере Аджаро-Триалетской зоны) и некоторые общие проблемы "тектогенеза". - Тбилиси : Мецниереба, 1976. - 225 с.
- Геология центральной Аджаро-Триалети и проблема боржомской минеральной воды / И. П. Гамкрелидзе, Г. П. Лобжанидзе. - Тбилиси : Мецниереба, 1984. - 82 с.
- Крупномасштабное геологическое картирование метаморфических формаций на примере Кавказа / [Участвовали И. П. Гамкрелидзе и др.]. - Тбилиси : Мецниереба, 1985. - 108 с.
- Докембрийско-палеозойский региональный метаморфизм, гранитоидный магматизм и геодинамика Кавказа / И. П. Гамкрелидзе, Д. М. Шенгелиа ; Акад. наук Грузии, Отд-ние наук о Земле, Геол. ин-т им. А. И. Джанелидзе. - Москва : Науч. мир, 2005. - 458 с. ISBN 5-89176-300-1[5]